# جون توريس
جون توريس (بالإنجليزية: John Torres)‏ هو مغني أمريكي، ولد في 11 يناير 1978.